# かなつぶて
かなつぶては、大和国奈良坂で金礫という武器を使って人々から略奪を働いたという化生の者。金礫、金飛礫とも。平安時代末期の治承3年（1179年）頃に平康頼が記した仏教説話集『宝物集』の中で鈴鹿山の立烏帽子と並んで奈良坂のかなつぶてという盗賊が処刑されたことが記されている。

## 御伽草子版
『宝物集』で記された金礫の説話が御伽草子『鈴鹿の草子』『田村の草子』などの田村語りに採り入れられると、金礫を打つこの化生の名前として、こんざう、りゃうせん（りょうせん）などがみえる。『田村の草子』によるあらすじは次のとおりである。
大和国奈良坂に金礫を打つりょうせんという化生の者が現れて都への貢ぎ物や多くの人の命を奪ったので、帝は稲瀬五郎坂上俊宗に鬼退治の宣旨を下した。俊宗は500騎の兵を連れて奈良坂へと向かい、良い小袖を木々の枝に掛け並べてりょうせんを待った。すると背丈が2丈（約6メートル）もある異様な風体の法師が現れ、並び立てた着物を置いていけと大笑いする声が聞こえた。俊宗が着物を渡すわけにはいかないというと、法師は三郎礫と名付けられた金の礫を打ち、俊宗は扇で落とした。続けて次郎礫が打たれるが、これも俊宗に打ち落とされ、最後に太郎礫を打つも鐙の端で蹴落とされた。りょうせんは山へと逃げはじめるが、俊宗が三代に渡って受け継いできた神通の鏑矢を射放つと7日7夜に渡ってりょうせんを追い続け、りょうせんはついに降伏する。りょうせんを捕縛した俊宗は都へと凱旋して御門に閲覧し、りょうせんは船岡山で処刑されることとなった。その首は8人ががりで切り落とされて獄門にかけられ、行き交う者たちにさらされた。

## 武器としての金礫
『田村の草子』では、りょうせんが金礫を打つ腕前は唐土にて500年、高麗国にて500年、日本で80年、奈良坂で3年かかって磨いたものであったという。また太郎礫、次郎礫、三郎礫という3つの金礫を使い、太郎礫は600両の金を使い山を盾にしようとも微塵に打ち崩してしまうほどの金の礫で、三郎礫は300両の金の礫である。

### 原典
1. ↑  御伽草子『鈴鹿の草子』
2. ↑  御伽草子『田村の草子』